# Diamantinasaurus
Diamantinasaurus („ještěr od řeky Diamantina“) byl rod vývojově odvozeného titanosaurního sauropodního dinosaura, žijícího v období přelomu spodní a svrchní křídy (věk alb, asi před 112 až 100 miliony let) na území dnešní Austrálie (stát Queensland). Objevený materiál zahrnuje částečně zachovanou postkraniální kostru a také později objevenou kostru juvenilního jedince.

## Popis
Materiál s označením AODL 603 zahrnuje části kostry včetně končetin. Neobvyklý je palcový dráp, který u odvozených titanosaurů nebývá obvykle přítomen. Diamantinasaurus dosahoval celkové délky asi 16 metrů a hmotnosti kolem 15 000 kilogramů (přesnější rozměry však nelze určit), hmotnost je odhadována přibližně až na 23 208 kilogramů. Stejně jako ostatní sauropodi byl i tento druh mohutným, čtyřnohým býložravcem. Typový druh D. matildae byl popsán paleontologem Scottem Hucknellem v roce 2009 spolu s teropodem australovenatorem a dalším sauropodem wintonotitanem.
Na začátku roku 2021 byl oznámen objev druhého exempláře, který významně doplnil znalosti o kosterní anatomii tohoto sauropodního dinosaura. Byla objevena také částečně dochovaná lebka, což umožnilo rekonstruovat přibližnou podobu hlavy tohoto sauropoda.
Mládě tohoto druhu, popsané v roce 2022, dostalo přezdívku "Ollie". Tento jedinec měřil na délku asi 11 metrů a zaživa vážil přibližně 4,2 tuny. Jedná se tak o jednoho z nejmenších jedinců sauropodů, objevených dosud v Austrálii.
Blízce příbuzným rodem byl Australotitan, formálně popsaný v červnu roku 2021.

## V populární kultuře
V roce 2021 byl tento sauropodní dinosaurus navržen na oficiální státní fosilii státu Queensland.